# Distanzstein (Leipziger Chaussee, Magdeburg)

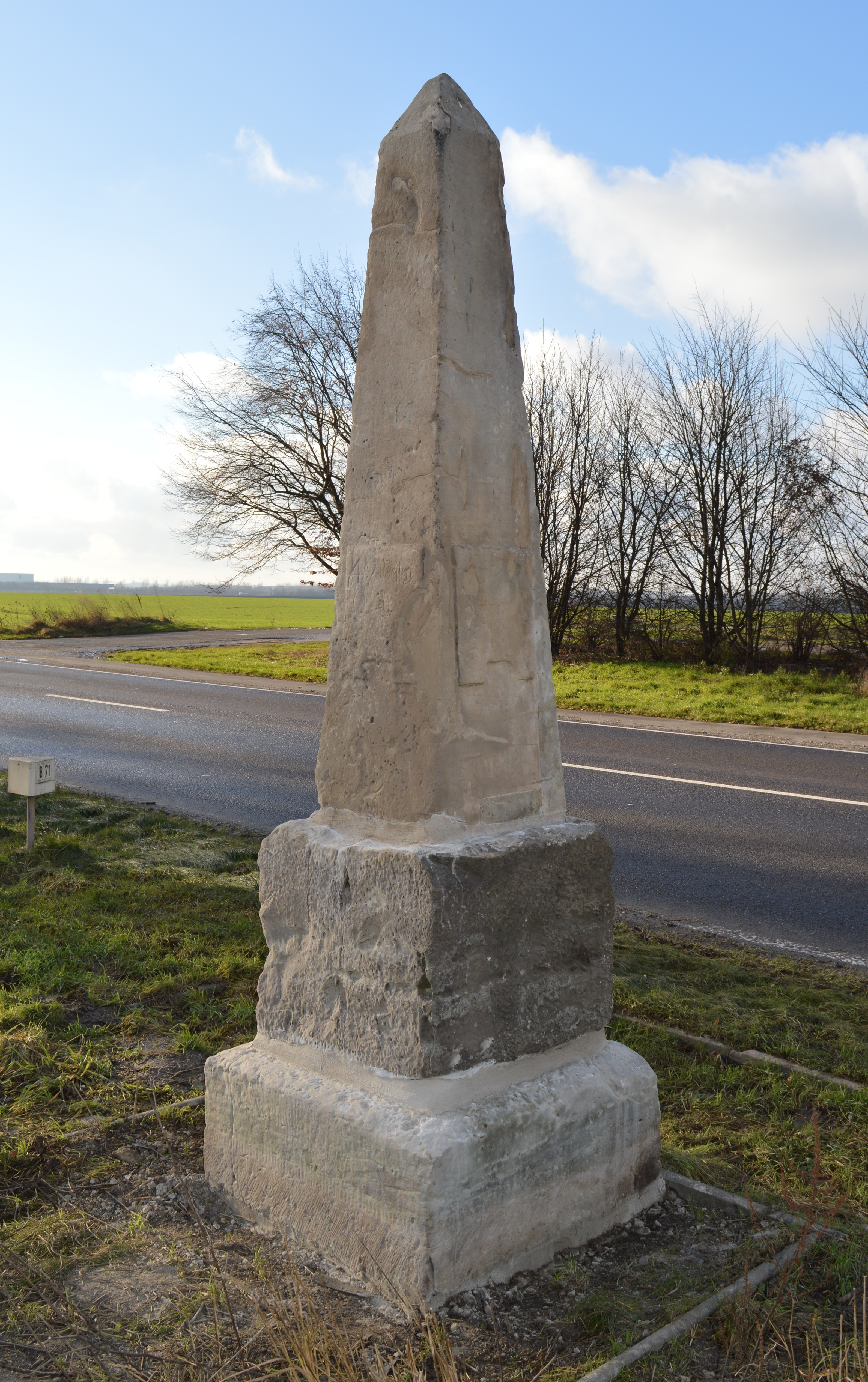
Preußische Ganzmeilensäule Magdeburg, 2014

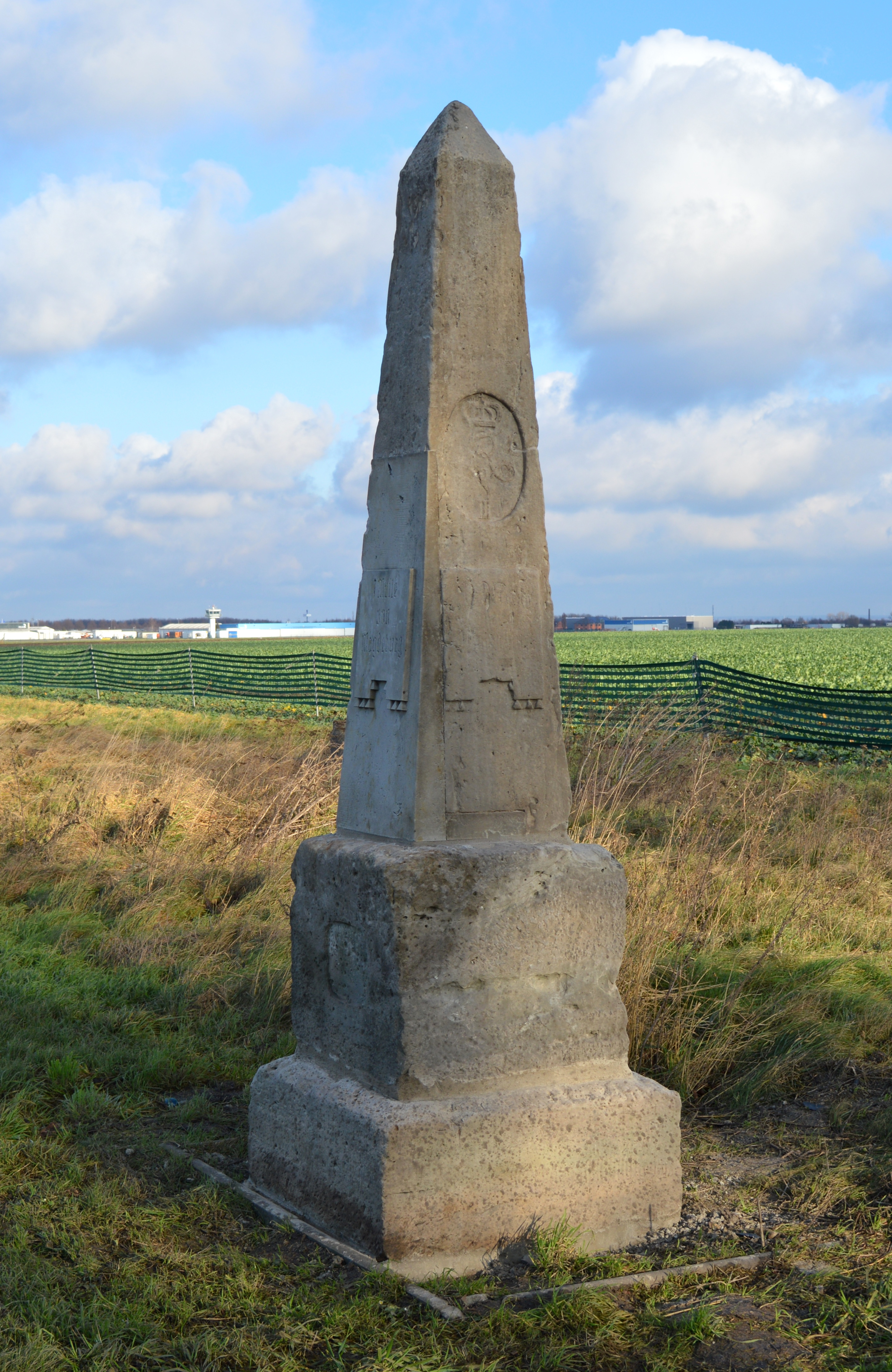
Blick von Südwesten, 2014 (im Hintergrund der Flugplatz Magdeburg/City)

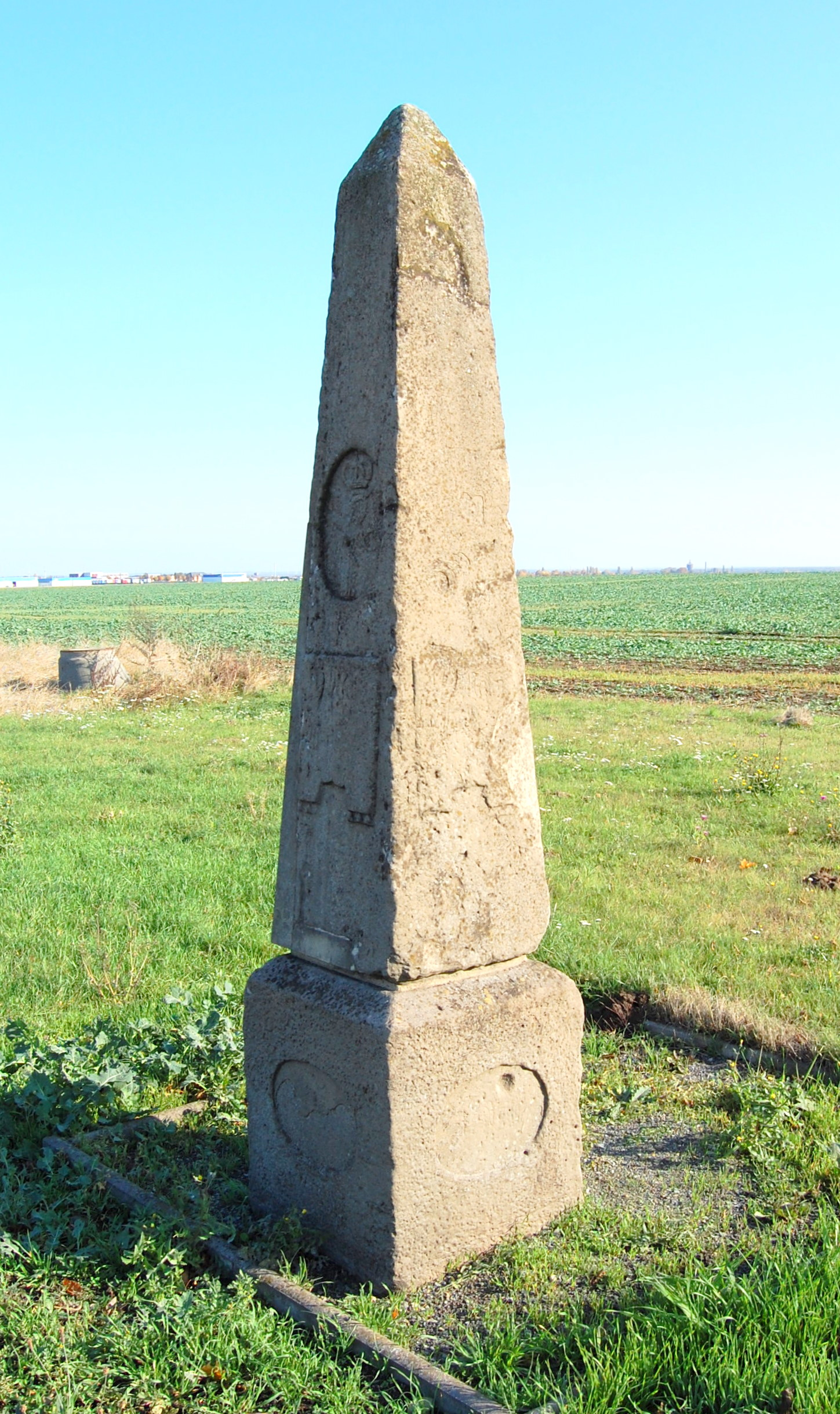
Zustand 2009

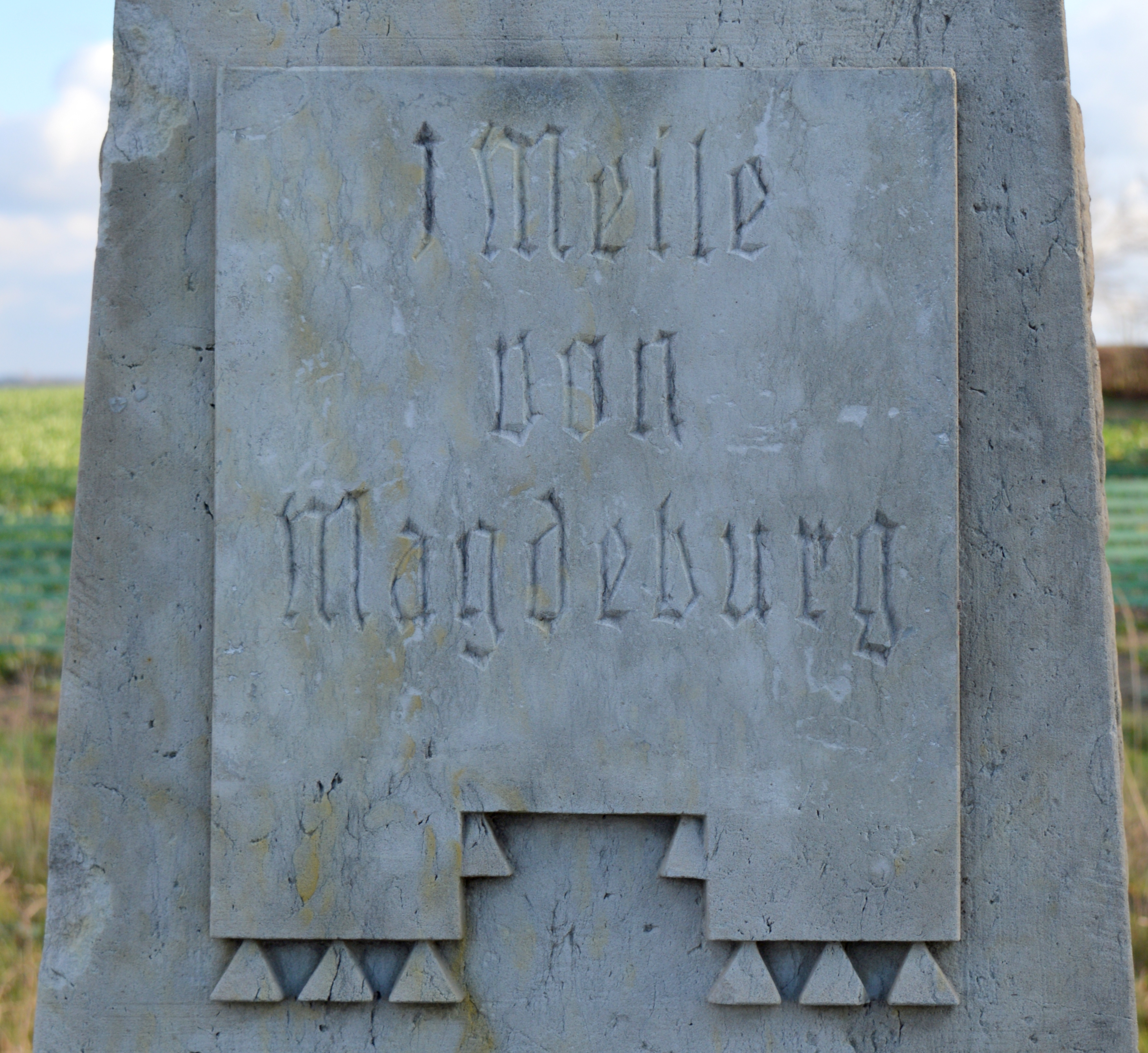
Inschrift auf der Westseite, 2014

Die Preußische Ganzmeilensäule Magdeburg ist ein historischer denkmalgeschützter preußischer Distanzstein im Süden der Stadt Magdeburg.

## Lage
Der Distanzstein ist im örtlichen Denkmalverzeichnis aufgeführt und befindet sich östlich der Landstraße von Magdeburg nach Halle (Saale) im Stadtteil Beyendorfer Grund, unmittelbar vor dem bereits zu Beyendorf-Sohlen gehörenden Gasthof Zum Engel.

## Bedeutung
Die Chaussee von Magdeburg über Halle nach Leipzig war zusammen mit der einmündenden Strecke von Halberstadt nach Leipzig die erste geplante Chaussee Preußens und erstes Großprojekt der Regierungszeit von König Friedrich Wilhelm II. Beschlossen wurde sie im Jahr 1786, kurz nach dem Tod seines Vorgängers, begonnen im Jahr 1788. Da die zur selben Zeit erbaute Chaussee Berlin-Potsdam aufgrund der geringeren Länge eher fertig wurde, gelten beide als erste preußische Chaussee, denn der Abschnitt bis Neugattersleben war ebenfalls im Jahr 1792 abgeschlossen. Diese Chausseen wurden mit preußischen Meilensteinen ausgestattet. Nach mehr als zweihundert Jahren wechselvoller Geschichte sind zahlreiche Meilensteine nicht mehr vorhanden, weshalb dieser Distanzstein mittlerweile als der älteste erhaltene preußische Meilenstein gilt, was ihn zu einem besonderen Denkmal macht, denn ihm sollten hunderte solcher Distanzsteine folgen. Zudem wurde er bereits 1792 erstmals zeichnerisch wiedergegeben.

## Gestaltung und Geschichte
Der Distanzstein wurde zwischen 1787 und 1792 an der preußischen Staatschaussee Nr. 65, der späteren Bundesstraße 71, südlich von Magdeburg aufgestellt. Es handelt sich um einen preußischen Ganzmeilenstein Magdeburger Typs. Ausgeführt wurde die Säule als Sandsteinobelisk, der auf einem Sockel mit quadratischem Grundriss steht. Der Distanzstein war mit Wappen und Inschrift versehen, die aufgrund fortgeschrittener Verwitterung jedoch nur schwer zu erkennen sind. Die Inschriften lauteten "1 Meile von Magdeburg" (Nord- und Westseite) und "4 1/2 Meilen von Bernburg" (Südseite) Bezugspunkt in Magdeburg war dabei das Kaiser-Otto-Denkmal auf dem Marktplatz, eine Meile entsprach 7,532 Kilometern. Das Wappen trug ursprünglich das Monogramm "FWR II" (Fridericus Wilhelmus Rex, also König Friedrich Wilhelm), doch wurde es wohl in der napoleonischen Zeit zerstört, denn später trug es das Monogramm "FWR III".
Als man begann die Meilensteine akribisch zu dokumentieren, da immer weniger erhalten waren, stellte man fest, dass schon im Jahr 1970 der Aufbau des Steins fehlerhaft war und dass man einen Viertelmeilensteinwürfel als neuen Sockel verwendet hatte. Die Originalteile konnten aber später identifiziert werden, befanden sich bei Dodendorf. Bereits im Jahr 1979 wurde erstmals ein Umsturz des Distanzsteins dokumentiert. Man überlegte, den Stein in eine Gaststätte ("Postkutsche") zu integrieren, barg die Einzelteile und sah eine Restaurierung durch den VEB Denkmalpflege Magdeburg vor. Die Wiederaufstellung erfolgte erst am 15. Juni 1989. Die fehlerhafte Zusammensetzung war hierbei noch nicht aufgefallen.

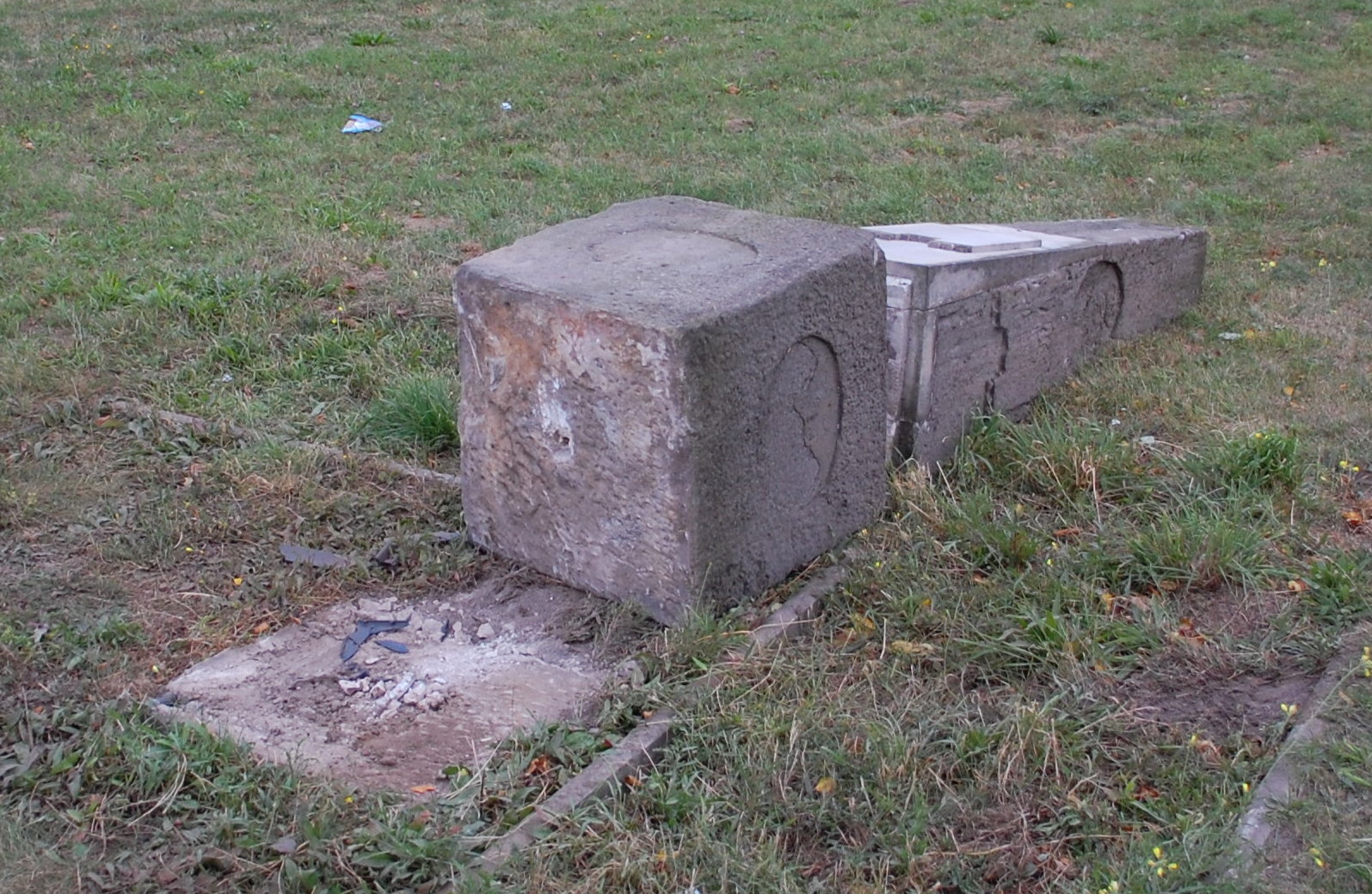
Umgestürzte Säule am 23. September 2012

Am 23. April 1994 musste der Stein erneut aufgestellt werden. Die Hintergründe für diesen Vorgang konnten bisher nicht rekonstruiert werden. Auch am 23. September 2012 wurde der Distanzstein umgestürzt aufgefunden. Der Sockel war vom Fundament und der Obelisk vom Sockel gelöst. Größere Zerstörungen an der Substanz waren jedoch nicht zu erkennen. Am 28. September 2012 wurden die beiden Teile des Distanzsteines geborgen. Auf eine Anfrage im Magdeburger Stadtrat teilte die Stadtverwaltung mit, dass der Distanzstein im Bauhof Mitte am Winterhafen Magdeburg eingelagert ist. Der Grund des Sturzes ist unbekannt, allerdings wurde festgestellt, dass das als Verbindungselement genutzte Metallrohr durch Korrosion geschädigt war. Eine Wiederaufstellung am bisherigen Standort war für das Frühjahr 2013 vorgesehen. Aufgrund eines Hinweises der "Forschungsgruppe Meilensteine" wurde jedoch geprüft, ob ein weiter südlich in Dodendorf stehendes Fundament, das ursprüngliche Fundament des Distanzsteins war und es an den Standort im Beyendorfer Grund umgesetzt werden kann.
Die Wiederaufstellung war für das Frühjahr 2014 vorgesehen. Anfang Dezember 2014 erfolgte dann die erneute Aufstellung. Die Verzögerungen erklärten sich insbesondere auch mit dem Elbehochwasser im Jahr 2013, das andere Prioritäten schuf. Der Distanzstein wurde dabei tatsächlich wie vorgeschlagen auf ein Fundament aufgesetzt, so dass sie nun etwas höher ist als vor dem Sturz. Zugleich wurde auch die Ausrichtung des Distanzstein verändert, die bisher nach Westen zeigende Seite ist nun nach Süden ausgerichtet. Nach der Restaurierung ist auf der jetzt nach Westen zeigenden Seite wieder die Inschrift 1 Meile von Magdeburg lesbar. Dodendorf bekam seinen Viertelmeilenwürfel im Austausch zurück.
Am frühen Morgen des 23. Januar 2018 stieß gegen 2.20 Uhr ein in Schlangenlinien fahrender PKW Ford aus Richtung Norden kommend gegen den Ganzmeilenstein. Er brach oberhalb des Sockels ab und stürzte um. Der 30-jährige Fahrer und die 20-jährige Beifahrerin wurden dabei schwer verletzt, der PKW brannte aus. Der Distanzstein wurde von der Magdeburger Stadtverwaltung geborgen. Der untere, weitgehend unbeschädigte Sockel blieb zunächst vor Ort, wurde dann aber auch entfernt. Nach einer Restaurierung wurde die Ganzmeilensäule im August 2018 wieder am alten Standort aufgestellt.